# Sphaerostephanos solutus
Sphaerostephanos solutus är en kärrbräkenväxtart som beskrevs av Holtt. Sphaerostephanos solutus ingår i släktet Sphaerostephanos och familjen Thelypteridaceae. Inga underarter finns listade.